# Omni Grove Park Inn
The Omni Grove Park Inn est un hôtel américain situé à Asheville, en Caroline du Nord. Installé dans un bâtiment inscrit au Registre national des lieux historiques le 3 avril 1973, cet établissement d'Omni Hotels & Resorts est membre des Historic Hotels of America depuis 2000 et des Historic Hotels Worldwide depuis 2014.